# アトミックチェス
アトミックチェス(Atomic chess、以下アトミック)は、チェスの変則ルールの一つ。"atomic"とは、英語で原子という意味である。

## 歴史
1995年、ドイツのインターネットチェスサーバー（GICS）が、ユーザーの1人が収集したルールに基づいてゲームを導入。その後、2000年にChess LiveそしてInternet Chess Club、2003年にFree Internet Chess Server、2015年にLichess、2020年後半にChess.com…など、多くのチェスサーバーに実装されている。(英語版Atomic chessより引用)

## 指し進め方・規則
それぞれの駒の動きは通常と全く同じだが、テイク(後の盤面の変化)、ならびに勝利条件に大きな違いがある。

これが本当の対局であれば、白の大逆転勝ちである。(画像はlichessより)

### テイク関連
通常ではテイクされた駒"のみ"が盤面から取り除かれるが、アトミックでは、(1) テイクされた駒に加え、(2) テイクした駒、(3) テイクされた駒の周囲1マスにあるポーン以外の駒、以上がすべて除かれる（右図参照）。
そのため、キングは他の駒を取ることができない。また、左記の影響により、キング同士が隣接することも可能である。

### 勝利条件
アトミックには二つの勝利条件があり、それぞれチェックメイトとバリアントエンディングである。

#### チェックメイト
通常のチェス同様、チェックしている状態でその攻撃をキングが逃れられない場合をチェックメイトという。ただし、攻撃を避けようとしてキングを失ってしまう手は指せないため、右図のような状態でもチェックメイトである(むしろ、通常のチェスのチェックメイトの形は出てこないに等しい)。

#### バリアントエンディング
1枚目の画像のような、キングの周囲1マスにあるいずれかの駒が取られた影響でキングが盤面から除かれることを、バリアントエンディングという。なお、その手を指せばキングがすぐに盤から取り除かれるため、速さの関係で、チェックされている状態でもそれを無視してバリアントエンディングで終局させることができる。

## 特徴
初期配置は通常と同じだが、先手がより有利であることが知られている。これはStockfishをはじめとするAIによる解析や勝率に裏付けされる。ここから、対局時、可能であれば先後を入れ替えて2局(あるいは偶数局)指す場合がある。

### 価値
損得における駒の価値としては基本的にポーン、ナイト、ビショップ、あるいはルークであっても同等とみなされるが、終盤に向かうにつれポーンが持つ価値は大きくなっていく。これはポーンがクイーンに成ることができるためである。つまり、駒得がビショップ1枚対ポーン1枚だと互角と、通常採点で互角となるビショップ1枚対ポーン3枚だと後者が有利と判定できる。もっとも盤面によるので一概に優劣をつけるべきではない。

## 流れ
数は多くないものの、戦術・戦法・解説を扱っているサイトは存在するため、詳しくはそちらを参照されたい。

### 序盤
いわゆる名称が設定されている定石はないが、ある程度対局をこなしたプレイヤーが自然と知る場合が多い。先手が能動的にしかけてくる場合がほとんどで、基本的に後手は序盤においては正確な受けを求められる。

### 終盤
キング対キング+ポーン(クイーン)+任意の駒という状態では必勝形が存在する(例 : 右図)。一方キング対キング+クイーン以外だと詰ますことは不可能で、これは上述した通りキング同士が隣接できるからである。なおキング+クイーンであったとしてもキング同士が一旦隣り合わせてしまえば永遠にその状態を維持することで引き分けを得られる。